# Sendvičovač

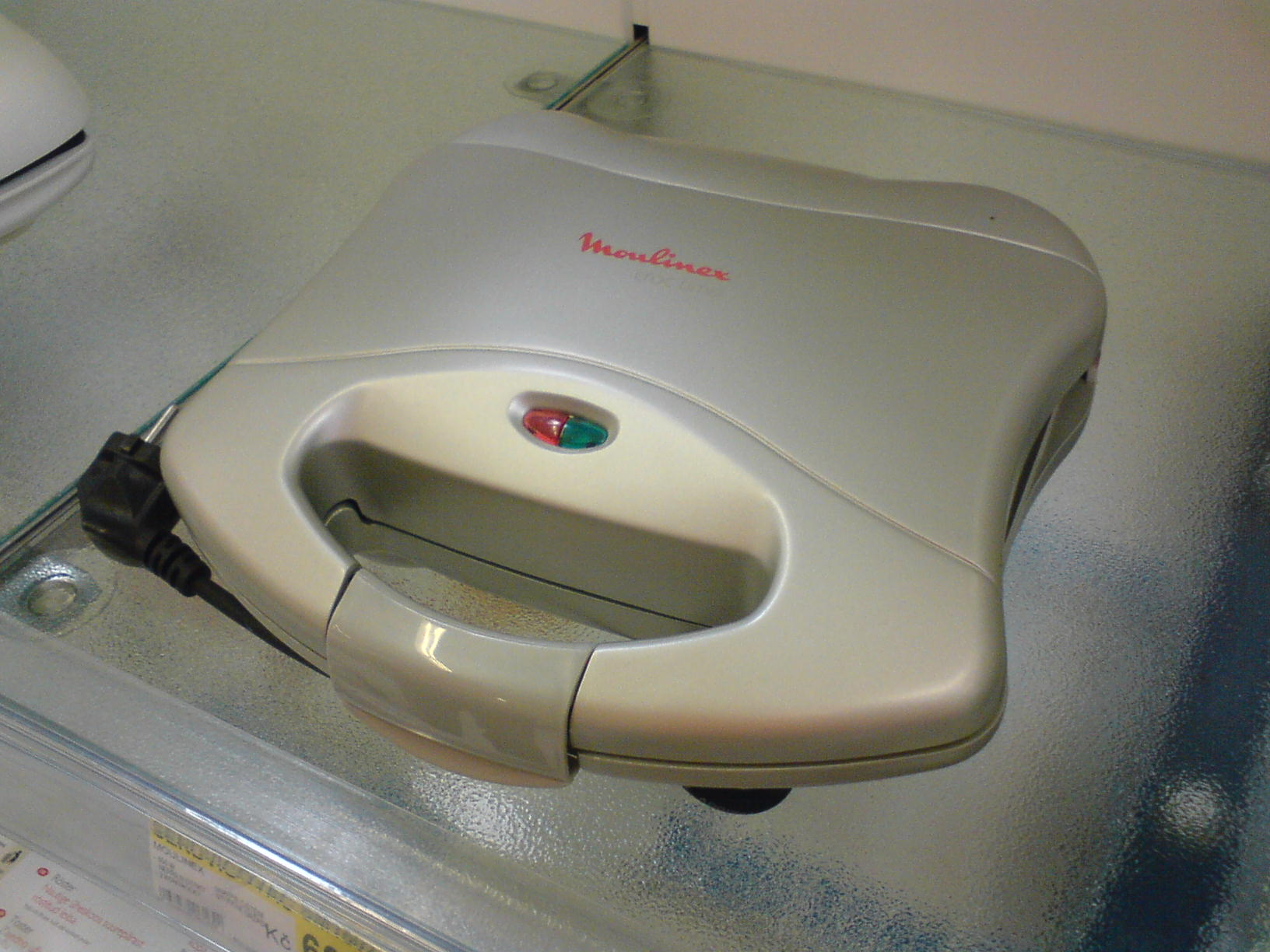
Sendvičovač

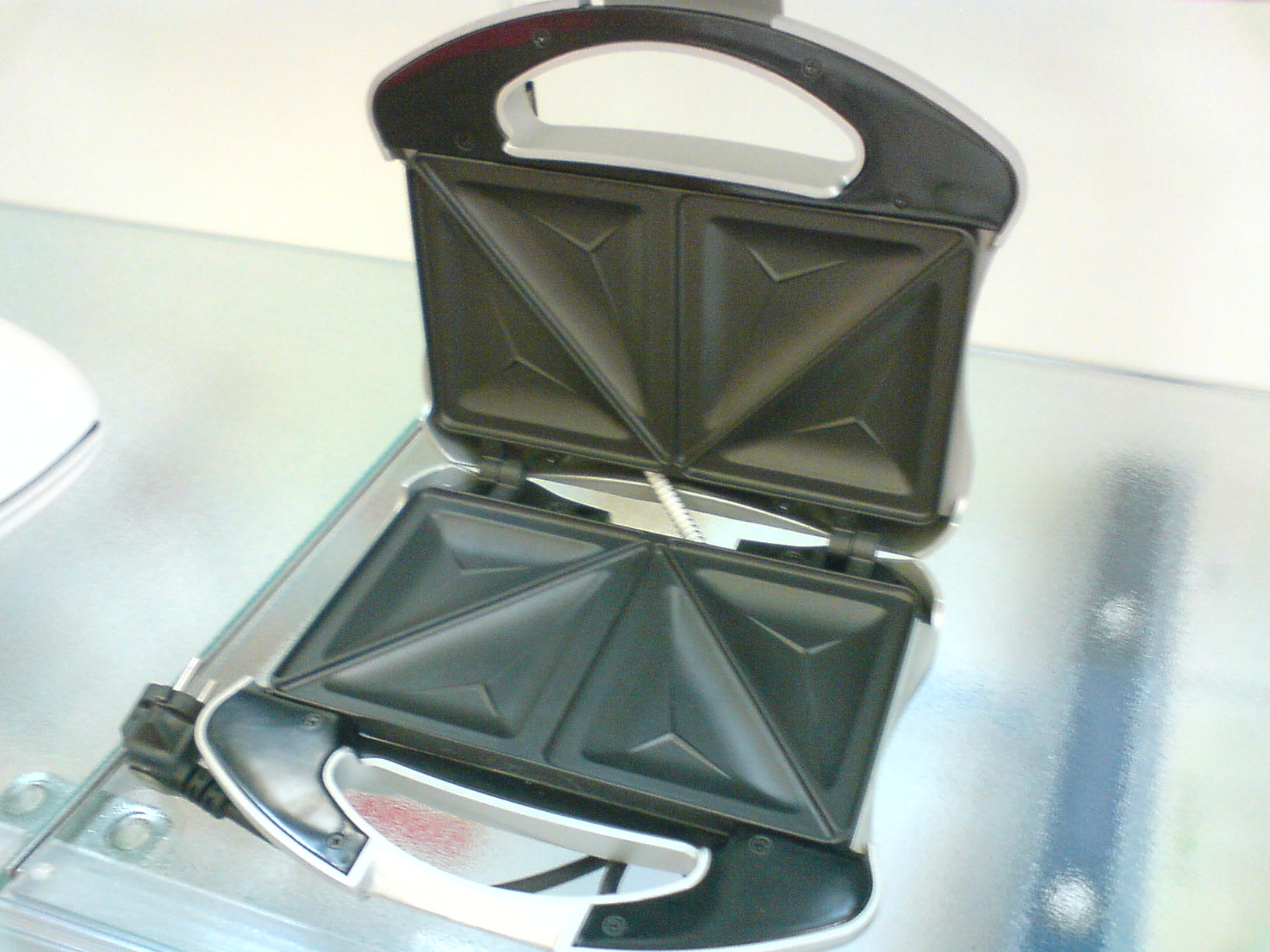
Otevřený sendvičovač

Sendvičovač je malý domácí elektrospotřebič. Jedná se o kuchyňské zařízení, které slouží k přípravě sendvičů. Pracuje na principu dvou elektricky ohřívaných desek, mezi než se vkládá bílý chléb nebo veka v jedné či ve více vrstvách, pokud ve více vrstvách vkládá se obvykle podle chuti mezi plátky pečiva nějaká chutná příloha či pochutina (tvrdý sýr, salám, šunka, zelenina, vejce, tvaroh, pomazánka atd. apod.). Poloha topných desek není významná, může být provozován ve vertikální i horizontální poloze.
Na rozdíl od klasických topinek, kdy se pečivo smaží v oleji na pánvi nebo ve fritéze, se jedná o metodu zvanou rozpékáni, neboli opakované pečení.